# Coelioxys rotundiscutum
Coelioxys rotundiscutum är en biart som beskrevs av Pasteels 1977. Coelioxys rotundiscutum ingår i släktet kägelbin, och familjen buksamlarbin. Inga underarter finns listade i Catalogue of Life.